# Ernst Kirchweger
Ernst Kirchweger, född 12 januari 1898 död 2 april 1965. var en österrikisk socialist som under första världskriget tjänstgjorde i den österrikisk-ungerska flottan. 
Efter att socialistpartierna i Österrike förbjudits av austrofascisterna 1934, fortsatte Kirchweger att verka illegalt inom Österrikes kommunistiska parti. Efter Anschluss fortsatte han sin verksamhet. Han greps 1943 av myndigheterna och sattes i koncentrationslägret Mauthausen, varifrån han blev frisläppt 1945.
Under en demonstration i april 1965 mot den antisemitiske professorn Taras Borodajkewycz på Wiens universitet med förflutet som högt uppsatt nazist hettade det till mellan högerextrema grupper och de socialistpartierna som anordnade demonstrationen. Ernst Kirchweger träffades av en sten i huvudet och avled på sjukhus. Detta var första gången sedan 1945 som en person dött till följd av så kallat politiskt våld i Österrike. Begravningen blev en mycket uppmärksammad manifestation mot fascism.
År 1990 ockuperade anarkister i Wien ett tomt hus som ägdes av det österrikiska kommunistpartiet. Huset fick namnet Ernst Kirchweger Haus efter socialisten och antifascisten Ernst Kirchweger.